# Dubove, Iuriivka
Dubove (în ucraineană Дубове) este un sat în comuna Novoveazivske din raionul Iuriivka, regiunea Dnipropetrovsk, Ucraina.

## Demografie
Componența lingvistică a localității Dubove
     Ucraineană (96,15%)
     Rusă (3,85%)
Conform recensământului din 2001, majoritatea populației localității Dubove era vorbitoare de ucraineană (96,15%), existând în minoritate și vorbitori de rusă (3,85%).